# This Is The Life
This Is the Life er debutalbummet fra den skotske singer-songwriter Amy MacDonald. Det blev udgivet den 30. juli 2007. Albummet var meget succesfuldt og nåede nummer 1 på UK Albums Chart den 13. januar 2008 og solgte mere ned 600.00 eksemplarer i Storbritannien alene (pr. 14. marts 2008), og blev certificeret 2× Platinum.
Tre af sangene på albummet er coverversioner; "Caledonia", oprindeligt skrevet og sindspillet i 1979 af Dougie MacLean, "Fairytale of New York", opført første gange i 1987 af The Pogues og Kirsty MacColl, skrevet af Jem Finer og Shane MacGowan, samt "Mr. Brightside", coverversion af The Killers' sang fra 2004, skrevet af Brandon Flowers og Dave Keuning.

## Spor
| Nr. | Titel                       | Længde |
| --- | --------------------------- | ------ |
| 1.  | "Mr Rock & Roll"            | 3:35   |
| 2.  | "This Is the Life"          | 3:05   |
| 3.  | "Poison Prince"             | 3:28   |
| 4.  | "Youth of Today"            | 4:00   |
| 5.  | "Run"                       | 3:50   |
| 6.  | "Let's Start a Band"        | 4:05   |
| 7.  | "Barrowland Ballroom"       | 3:58   |
| 8.  | "L.A."                      | 4:06   |
| 9.  | "A Wish for Something More" | 3:46   |
| 10. | "Footballer's Wife"         | 5:06   |

| 11. | "The Road to Home"         | 2:20 |
| 12. | "Caledonia" (hidden track) | 2:00 |

| 11. | "The Road to Home"                     | 2:20 |
| 12. | "Caledonia" (hidden track)             | 2:00 |
| 13. | "Mr. Brightside" (live from King Tuts) | 4:14 |
| 14. | "Mr Rock & Roll" (live from King Tuts) | 3:28 |
| 15. | "Rock Bottom"                          | 3:45 |